# Driveclub
Driveclub è un videogioco di guida arcade sviluppato da Evolution Studios e pubblicato da Sony Computer Entertainment per PlayStation 4.
Il gioco è stato annunciato ufficialmente durante la conferenza Sony il 20 febbraio 2013, e all'E3 2013 era presente una demo giocabile.
Nel maggio 2014 Sony ha illustrato le differenze fra l'edizione completa e quella PlayStation Plus di Driveclub, spiegando inoltre che per quest'ultima sarebbe stato previsto un upgrade al prezzo di 39,99€. Tuttavia il titolo sarebbe stato giocabile soltanto con una sottoscrizione attiva al servizio di Sony, scatenando le ire di molti fan. Sony ha successivamente cambiato politica, e confermato che l'upgrade dell'edizione PSPlus potrà essere utilizzato anche senza abbonamento. L'edizione Plus è stata rimossa il 6 ottobre dal Playstation Store.
Il gioco è sottoposto ad una costante opera di aggiornamento, in modo da migliorare la qualità del prodotto, aggiungere nuove modalità, opzioni e contenuti. Parte di queste migliorie è dovuta al supporto dei videogiocatori che esprimono costantemente le loro opinioni sul web e sui social network.
Il 27 ottobre 2015 è stata pubblicata un'espansione standalone chiamata Driveclub Bikes.

## Modalità di gioco
Si può giocare a Driveclub in diversi modi, selezionando l'opzione "guida" nel menu principale. Le modalità presenti sono quattro: tour, evento singolo, evento casuale e multiplayer. Quest'ultima è l'unica modalità online.

### Modalità tour
Nella modalità tour il giocatore ha a disposizione diversi menu in cui può partecipare a molti eventi programmati dallo staff di Evolution Studios, utilizzando un'auto in particolare o di una certa categoria. In tali menu è possibile trovare gare, prove a tempo, eventi derapata e campionati a due o tre turni. Negli eventi tour l'obiettivo principale è completare gli obiettivi imposti nelle diverse prove, e ogni volta che si completa uno di questi obiettivi si ottiene una stella. Le stelle sono necessarie per proseguire lungo gli eventi di un tour che ne richiedono un certo numero. Inizialmente il gioco presenta due tour: il Driveclub tour, molto lungo e sempre più impegnativo con più di 50 eventi, e il tour Startline, di tipologia più breve da 11 eventi. Tuttavia è possibile acquistare tramite DLC altri 18 tour "brevi", ampliando notevolmente la longevità del gioco.

### Modalità evento singolo
Questa modalità permette al giocatore di creare un evento personalizzato, scegliendo tra gara, prova a tempo e derapata. Qui l'utente può personalizzare la propria esperienza di gioco, potendo selezionare il circuito, le impostazioni ambientali, l'auto, la verniciatura e le impostazioni evento.

### Modalità evento casuale
Selezionando questa opzione il gioco avvierà un evento totalmente casuale, il giocatore non avrà il controllo su nessuna scelta.

### Modalità multiplayer
Il multiplayer, accessibile utilizzando una connessione a Internet, consentiva di entrare in un menu nel quale ci si poteva iscrivere ad un evento a piacere tra quelli presenti in lista, a cui potevano prendere parte giocatori da tutto il mondo. Si poteva partecipare a gare individuali, gare a squadre, prove a tempo individuali e prove a tempo a squadre. I server sono stati ufficialmente chiusi il primo aprile 2020 alle 9:00 BST (ora locale britannica), corrispondenti alle ore 10:00 europee.

## Lista auto
Il gioco presenta inizialmente 50 auto, numero che aumenta a 114 con l'aggiunta di vetture tramite DLC gratuiti e non. Le automobili sono suddivise in sei categorie: Compatte, Sportive, Performance, Super, Iper e Bonus.

### Compatte
- Audi A1 quattro
- Honda Civic Type R
- Mini John Cooper Works GP
- Renault Clio RS
- Renault Mégane R.S. 275 Trophy-R
- Volkswagen Beetle GSR
- Volkswagen Golf GTI

### Sportive
- Audi RS5 Coupé
- Audi TT RS Coupé Plus
- Bentley Continental GT V8
- BMW M135i
- BMW M235i
- Lotus Evora S Sports Racer
- Mercedes-Benz A45 AMG
- Mercedes-Benz CLA 45 AMG
- Nissan 370Z NISMO
- Renault DeZir Driveclub Edition

### Performance
- Alfa Romeo 4C
- Aston Martin V12 Zagato
- Aston Martin Vanquish
- Audi RS6 Avant
- Bentley Continental GT Speed
- BMW M3 GTS
- BMW M4
- BMW M5 2011
- BMW M5 2013
- Caterham R500 Superlight
- Chevrolet Camaro ZL1
- Chevrolet Corvette Stingray
- Chevrolet Corvette Z06 Centennial Edition
- Citroén DS Survolt
- Dodge Challenger SRT8 392
- Dodge Charger SRT8
- Ferrari California
- Ferrari FF
- Jaguar F-Type R Coupé
- Jaguar XKR-S Coupe
- Lotus Exige S
- Maserati GranTurismo MC Stradale
- Mercedes-AMG GT S
- Mercedes-Benz C63 AMG Coupé Black Series
- Mercedes-Benz SL65 AMG 45th Anniversary Edition
- Nissan Skyline GT-R R34 V-Spec II
- Nissan MY15 GT-R
- Peugeot EX1 Concept
- RUF RGT 8
- Spyker C8 Aileron
- Volkswagen Design Vision GTI

### Super
- Ariel Atom 500 V8
- Aston Martin One-77
- Aston Martin V12 Vantage S
- Audi R8 V10 Coupé Plus
- BAC Mono
- Catheram SP/300.R
- Chevrolet Corvette Z06 2015
- Chevrolet Corvette ZR1 Centennial Edition
- Ferrari 430 Scuderia
- Ferrari 458 Italia
- Ferrari 458 Speciale
- Ferrari 488 GTB
- Ferrari 599 GTO
- Ferrari F12 Berlinetta
- Ferrari F40
- Ferrari F50
- GTA Spano
- Icona Vulcano
- Jaguar XJ220
- KTM X-Bow R
- Lamborghini Aventador LP 720-4 50º Anniversario
- Lamborghini Diablo Super Veloce
- Lamborghini Gallardo LP 570-4 Squadra Corse
- Lamborghini Huracan LP 610-4
- Lamborghini Murcielago LP 670-4 Super Veloce
- Lamborghini Reventon
- Marussia B2
- Mazzanti Evantra
- McLaren 12C
- McLaren 570S
- McLaren 650S Coupé
- Mercedes-Benz SLS AMG Coupé Black Series
- Mercedes-Benz SLS AMG Coupé Electric Drive
- Nissan GT-R NISMO
- Renault Alpine A110-50
- Renault R.S. 01
- Renault Twin'Run Concept
- RUF RT12 R
- Savage Rivale GTR-S
- SRT Viper GTS
- VUHL 05

### Iper
- Ferrari 599XX Evoluzione
- Ferrari Enzo Ferrari
- Ferrari FXX Evoluzione
- Ferrari FXX K
- Ferrari LaFerrari
- Gumpert Apollo Enraged
- Hennessey Venom GT
- Jaguar C-X75 Prototype Edition
- Koenigsegg Agera R
- Koenigsegg One:1
- Koenigsegg Regera
- Lamborghini Sesto Elemento
- Lamborghini Veneno
- McLaren F1 LM
- McLaren P1
- McLaren P1 GTR
- Pagani Huayra
- Pagani Zonda R
- Peugeot Onyx Concept
- Rimac Automobili Concept One
- RUF CTR3 Clubsport
- W Motors Lykan Hypersport

### Bonus
- Wombat Typhoon (MotorStorm)

## Driveclub Bikes
Driveclub Bikes è un'espansione standalone di Driveclub ed è stato pubblicata il 27 ottobre 2015. Si basa sulle superbike da corsa e include un nuovo Tour, un nuovo gameplay, nuove sfide e nuovi eventi. Come il gioco principale, le moto possono essere personalizzate, e il risultato di ogni gara determina la reputazione del club. L'espansione inizialmente conta 12 moto, che include la KTM 1190 RC8R e le moto che si possono vincere nel Superbike World Championship come la Yamaha YZF-R1 e la Honda CBR1000RR. È possibile ottenere altre 8 moto attraverso gli aggiornamenti gratuiti o le espansioni.